# Маунт Худ Вилиџ (Орегон)
Маунт Худ Вилиџ (енгл. Mount Hood Village) насељено је место без административног статуса у америчкој савезној држави Орегон.

## Демографија
По попису из 2010. године број становника је 4.864, што је 1.558 (47,1%) становника више него 2000. године.
| Група             | 2000.         | 2010.         |
| Белци             | 2.968 (89,8%) | 4.382 (90,1%) |
| Афроамериканци    | 11 (0,3%)     | 5 (0,1%)      |
| Азијати           | 16 (0,5%)     | 34 (0,7%)     |
| Хиспаноамериканци | 210 (6,4%)    | 270 (5,6%)    |
| Укупно            | 3.306         | 4.864         |